# Computacenter
 (juillet 2017).
Si vous disposez d'ouvrages ou d'articles de référence ou si vous connaissez des sites web de qualité traitant du thème abordé ici, merci de compléter l'article en donnant les références utiles à sa vérifiabilité et en les liant à la section « Notes et références ».
Computacenter est une entreprise de services du numérique (ESN) créée au Royaume-Uni en 1981 par Philip Hulme et Peter Ogden. Cotée à la Bourse de Londres, elle fait partie de l'indice FTSE 250.
Computacenter conseille les grandes et très grandes entreprises dans leur stratégie informatique, implémente la technologie la plus appropriée, et manage les infrastructures de ses clients. Le Groupe est commercialement présent dans 48 agences réparties au Royaume-Uni, en Allemagne, France, Belgique, Pologne, Chine et en Suisse. Elle rachète la compagnie sud-africaine Digica en 2007. Depuis fin 2018, après le rachat de Fusion Storm il s'implantent aux États-Unis et au Mexique. Réunit près de 15 000 salariés travaillant partout à travers le monde. La filiale française, lancée en 1992, compte plus de 1 600 salariés répartis sur l'ensemble du territoire français. Elle s'implante à Perpignan en 2019, quatre ans après s'être installée à Montpellier.